# Betxí
Betxí – gmina w Hiszpanii, w prowincji Castellón, w Walencji, o powierzchni 21,44 km². W 2011 roku gmina liczyła 5815 mieszkańców.